# André Blum
André Blum, né à Paris le 18 juin 1881 et mort à Paris le 16 juillet 1963, est un historien de l'art, publiciste, critique d'art et conservateur français spécialiste de l'estampe, officier de la légion d'honneur, docteur ès lettres et premier conservateur de la donation Edmond de Rothschild au musée du Louvre.

## Biographie
André Salomon Blum naît dans le 3e arrondissement de Paris le 18 juin 1881.
(Paris 18/06/1881 - Paris 16/07/1963) est le fils de Joseph Blum, employé de commerce et de Hortense Mathilde Levy, institutrice. Il est le frère aîné de Michel, Robert Blum (Paris 11/10/1884) et de Paul, Samuel Blum (Paris 19/08/1887 - 29/07/1982 Neuilly-sur-Seine), docteur en médecine. Il épouse en uniques noces Hélène, Babette Mantoux le 12 janvier 1914 à la mairie du 8e arrondissement de Paris.
Réformé pendant la Première guerre mondiale, il est employé dans les services auxiliaires comme administrateur de l'hôpital Fondation Adolphe de Rothschild, d'avril 1915 à 1922, service pour lequel il recevra la médaille d'honneur (argent) des épidémies.
André Blum meurt dans le 9e arrondissement de Paris le 16 juillet 1963.

## Activités
En sa qualité de spécialiste de l'histoire de l'art, élève diplômé de l'École du Louvre et docteur ès lettres, il participe comme rédacteur et collaborateur aux principales revues d'art françaises (Gazette des Beaux-Arts, Revue de l'Art Ancien et Moderne, La Renaissance etc.).
Il publie régulièrement des ouvrages spécialisés sur l'art européen, pas exclusivement sur son domaine de spécialité l'estampe, auquel il a dédié sa thèse de doctorat intitulée : « L'estampe satirique en France pendant les guerres de religion (Essai sur les origines de la caricature politique) », et étend son expertise à la peinture européenne (Mantegna, Vigée le Brun, Rubens, Vermeer).
Associé durant plus de trente ans aux recherches d'Edmond de Rothschild, il sera désigné conservateur de sa collection au terme de sa donation au Musée du Louvre,. La publicité et la mise en valeur de cette collection est assurée par un travail assidu de classement, pour lequel il a reçu l'aide de Mlle. Boschot et M. Van der Kemp, d'expositions régulières et de publications érudites (André Blum (dir.), Chefs-d'œuvre de la collection Edmond de Rothschild du Musée du Louvre, Paris, Editions des Musées nationaux, 1954).
André Blum est également chargé d'enseignement à l'Ecole du Louvre au sein de laquelle il dispense un cours sur l'histoire de l'estampe, et organise de nombreuses conférences dont la presse spécialisée se fait l'écho.
Nommé chevalier de la Légion d'Honneur au titre de ses activités de critique par décret le 14 janvier 1925, il est promu officier de la Légion d'Honneur en février 1954 pour ses charges d'enseignement et de conservation au Musée du Louvre.

## Œuvres
- L'estampe satirique en France pendant les guerres de religion, essai sur les origines de la caricature politique, Paris, M. Giard et E. Brière, 1916.
- Les Fêtes républicaines et la tradition révolutionnaires, Paris, L. Maretheux, 1919.
- Madame Vigée-Lebrun, peintre des grandes dames du XVIIIe siècle, Paris, H. Piazza, 1919.
- Histoire générale de l'art des origines à nos jours, Paris, Aristide Quillet, 1923.
- « Un Nouvel ancêtre de la gravure sur bois », dans : Gazette des beaux-arts, 1923.
- Histoire du costume en France, Paris, Hachette, 1924.
- Les origines de la gravure en France. Les Estampes sur bois et sur metal, les incunables xylographiques, Chelles, héliotypie Faucheux ; Paris, Librairie nationale d'art et d'histoire ; Bruxelles, G. Vanoest éditeur, 1927.
- La miniature française aux XVe et XVIe siècles, Bruxelles, G. Van Oest, 1930.
- « Les Débuts de la gravure sur métal » dans : Gazette des beaux-arts, 1932.
- Les origines du papier, Paris, Éditions du Trianon, 1932.
- La Gravure française en couleurs au XVIIIe siècle, Paris, 1938.
- Le Louvre : du Palais au Musée, Paris, Éditions du Milieu du monde, 1946.
- Les Nielles du quattrocento, Paris, Cie des arts photomécaniques, 1950.
- Les Primitifs de la gravure sur bois, étude historique et catalogue des incunables xylographiques du Musée du Louvre, Paris, Gründ, 1956.